# Postal (videojuego)
Postal es un controvertido videojuego de disparos en tercera persona para PC desarrollado por Running With Scissors, Inc. y publicado por Ripcord Games en 1997. El videojuego cuenta con una perspectiva isométrica con desplazamiento en las cuatro direcciones, aunque en ciertas misiones hay vista superior. La interfaz y la acción son similares a las de un videojuego de disparos en primera persona. En 2003, se creó su secuela Postal 2 y en 2007 se estrenó su película, dirigida por Uwe Boll.
El nombre del videojuego hace referencia a la jerga estadounidense "going postal", frase popularizada en 1986, cuando en 20 de agosto de ese mismo año, Patrick Sherrill mató a 14 personas y luego se suicidó en la oficina de correos de Oklahoma en la que trabajaba.
Según el informe de Stephen Barr publicado en la revista Reader's Digest: Selecciones en la edición de enero de 1999 este videojuego causó polémica en la Navidad de 1997 debido a los temas oscuros que trataba el juego, hubo otra polémica en abril de 1999 después de los hechos ocurridos de la Masacre de la Escuela Secundaria de Columbine.